# Berit Ås
Berit Ås (nacida como Skarpaas; Fredrikstad, 10 de abril de 1928-14 de septiembre de 2024), fue una política noruega, profesora emérita de psicología social de la Universidad de Oslo, y feminista. Fue la primera líder del Partido de la Izquierda Socialista, entre 1975 y 1976, y fue miembro del Parlamento noruego entre 1973 y 1977. Fue también miembro suplente del parlamento entre 1969 y 1973 por el Partido Laborista Noruego. Es conocida internacionalmente por articular las llamadas "técnicas maestras de supresión" ("Master suppression techniques"), y sus intereses académicos también incluyen economía feminista y cultura de la mujer. Recibió doctorados honorarios en la Universidad de Copenhague, la Universidad Saint Mary y la Universidad de Uppsala, y recibió el Premio Rachel Carson y la Orden de San Olaf en 1997.

## Carrera académica
Los padres de Ås eran docentes. Su madre y su abuela materna eran militantes políticas, su padre era un ávido lector e inventor. Completó sus estudios de grado en 1953 y trabajó en temas relacionados con riesgos del tabaquismo, protección de los consumidores, seguridad infantil, y vivienda. Enseñó y condujo investigaciones sobre problemáticas de la mujer en la Universidad de Oslo, donde fue profesora asistente de psicología entre 1969 y 1980, profesora asociada entre 1980 y 1991, y profesora titular en psicología social desde 1991 hasta que se jubiló en 1994. Fue profesora visitante en la Universidad de Misuri entre 1967 y 1968, en la Universidad Mount Saint Vincent en 1983, en la Universidad de Uppsala en 1989, en la Universidad Saint Mary en 1997, y en el St. Scholastica College en 1999.

## Carrera política
Ås fue durante varios años miembro del Partido Laborista Noruego. Su primer cargo político fue como concejal en Asker en 1967. Cuatro años más tarde lideró junto a Karla Skaare lo que fue más tarde conocido como el "golpe de las mujeres", en 1971, cuando las mujeres lograron la mayoría de los representantes en las tres asambleas municipales más importantes de Noruega. En Asker, esta iniciativa fue encabezada por Berit Ås, Tove Billington Bye, Marie Borge Refsum y Kari Bjerke Andreassen. Fue miembro suplente del parlamento por el Partido Laborista entre 1969 y 1973.
Fue expulsada del Partido Laborista en 1972, y luego de ello se convirtió en la primera líder del Partido de la Izquierda Socialista. Fue miembro del parlamento entre 1973 y 1977. Lideró numerosas campañas políticas, incluyendo la Huelga Internacional de Mujeres por la Paz, en 1962, el movimiento femenino en contra de la integración a la Unión Europea, y otras. Fue de las primeras en exigir una evaluación de impacto de las plataformas petrolíferas en el Mar del Norte.
Realizó importantes contribuciones a la causa feminista en Noruega. Lideró los esfuerzos por establecer una Universidad Feminista en los '80, y formuló cinco técnicas de supresión maestra que son utilizadas en particular contra las mujeres, aunque también son utilizadas contra otros grupos. Fue confundadora de la Universidad Nórdica de las Mujeres.
En 1973 se alojó con John Lennon y Yoko Ono en su departamento de Manhattan durante una semana, mientras participaba de la Conferencia de Mujeres. Lennon se interesó por ella luego de leer uno de sus discursos, hay quienes dicen que ella ignoraba quién era Lennon.